# Muñoz (khu tự quản)
Muñoz là một khu tự quản thuộc bang Apure, Venezuela. Thủ phủ của khu tự quản Muñoz đóng tại Bruzual. Khự tự quản Muñoz có diện tích 7925 km2, dân số theo điều tra dân số ngày 21 tháng 10 năm 2001 là 24397 người.